# Улица Бернардину
У́лица Бернади́ну (лит. Bernardinų gatvė, пол. Zaułek Bernardyński) — одна из древнейших улиц в Старом городе Вильнюса; в советское время называлась переулком Пилес (Pilies skersgatvis), а улица Пилес носила имя Максима Горького. Названа по бернардинскому монастырю и костёлу, к которому она ведёт от улицы Пилес. Длина улицы около 240 метров. Нумерация тринадцати домов начинается от улицы Пилес; по левой северной стороне чётные номера, по правой южной — нечётные.

## Характеристика

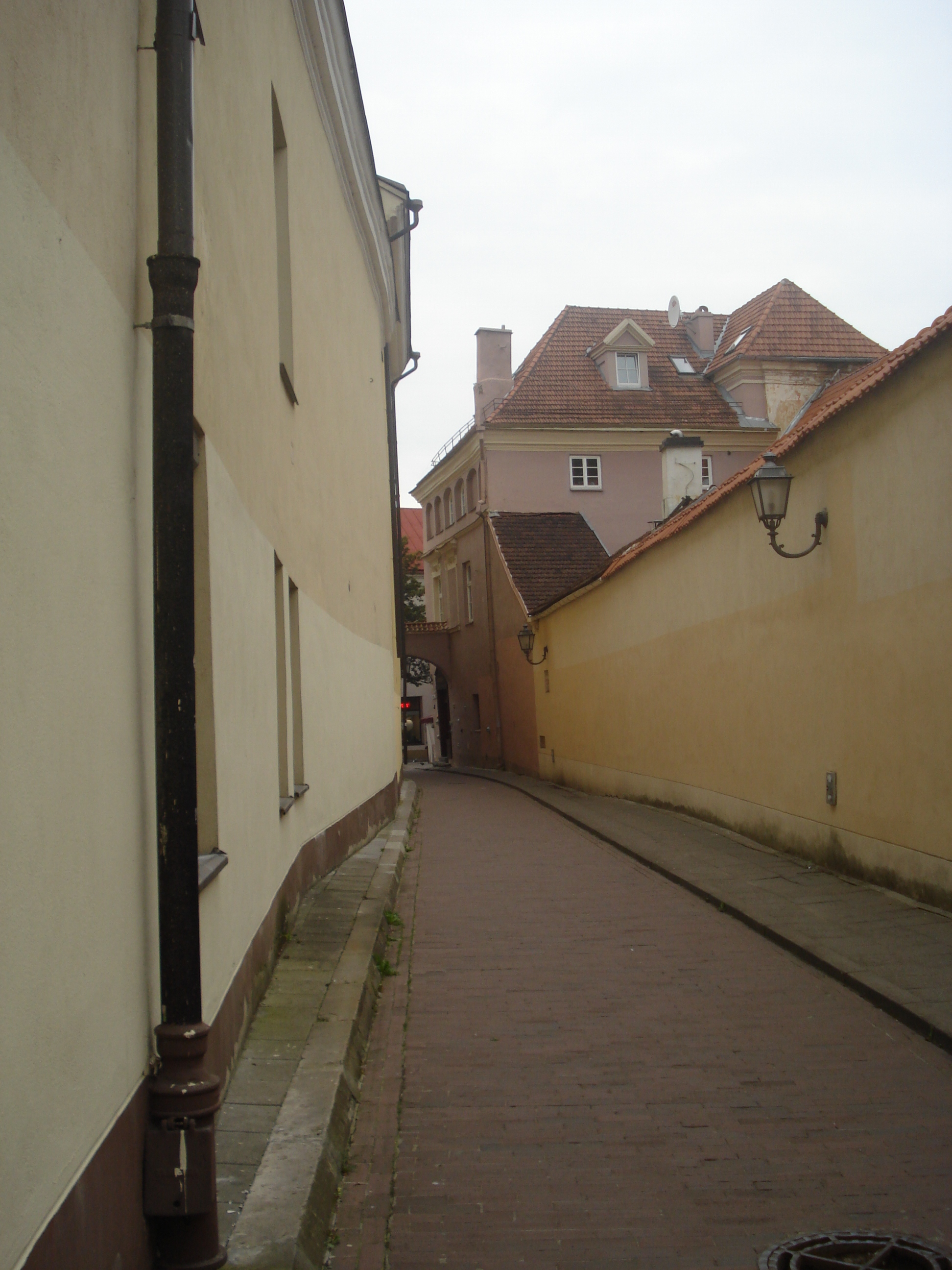
Бернадину

Узкая и изогнутая улица начинается от арки, соединяющей угловые дома на левой стороне улицы Пилес, и ведёт к костёлам Святого Михаила, Святой Анны и бернардинскому монастырю с костёлом Святого Франциска, заканчиваясь на пересечении с улицей Швянто Миколо (Šv. Mykolo g.).
По обе стороны стоят старинные двухэтажные жилые дома XVI—XVIII веков, частью с совершенно слепыми гладкими стенами, составляющими контраст открывающимся на каждом шагу новым перспективам, разнообразящимися скатами красных черепичных крыш, барочными порталами и зданиями на дальних планах. Мостовая из красного кирпича напоминает паркет.
С северной стороны улицы за угловым домом идёт длинная каменная стена, отделяющая дворы от улицы. Помимо жилых домов, на улице располагаются две гостиницы и редакция еженедельника «7 мяно денос» („7 meno dienos“; Bernardinų g. 10).
В доме под номером 10 в 1939—1960 годах жил литовский живописец Юстинас Веножинскис. В 1966 году на доме была установлена мемориальная таблица на литовском и русском языках. Позднее она была снята. В 2011 году, в связи со 125-летием со дня рождения, на том же доме была открыта новая мемориальная таблица с надписью на литовском языке.
Трёхэтажный дом, стоящий на углу улицы Шилтадаржё (Bernardinų g. 6 / Šiltadaržių g. 5), выделяется воротами с оригинальным барочным порталом.

### Дворец Олизаров

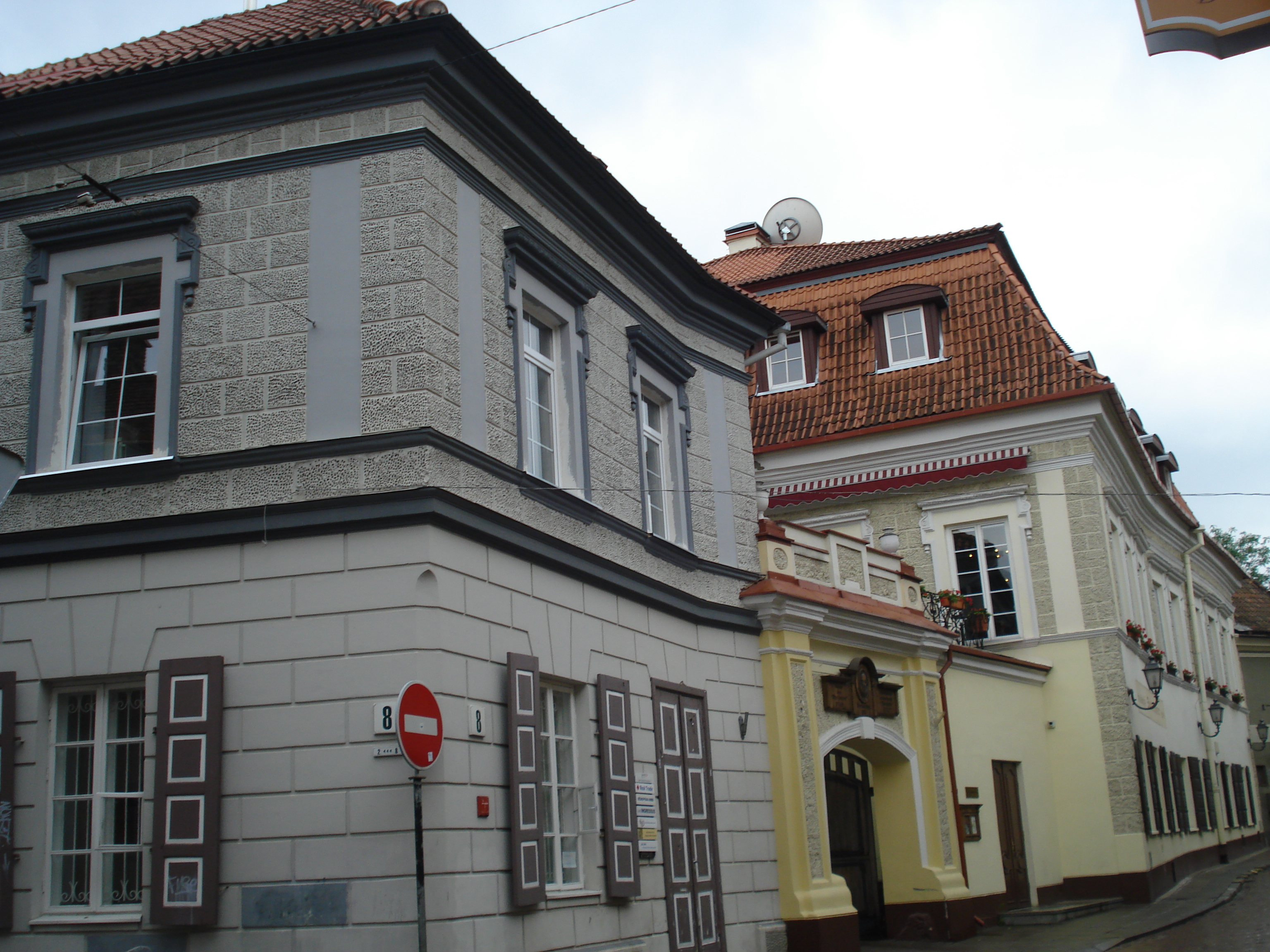
Угол дворца Олизаров
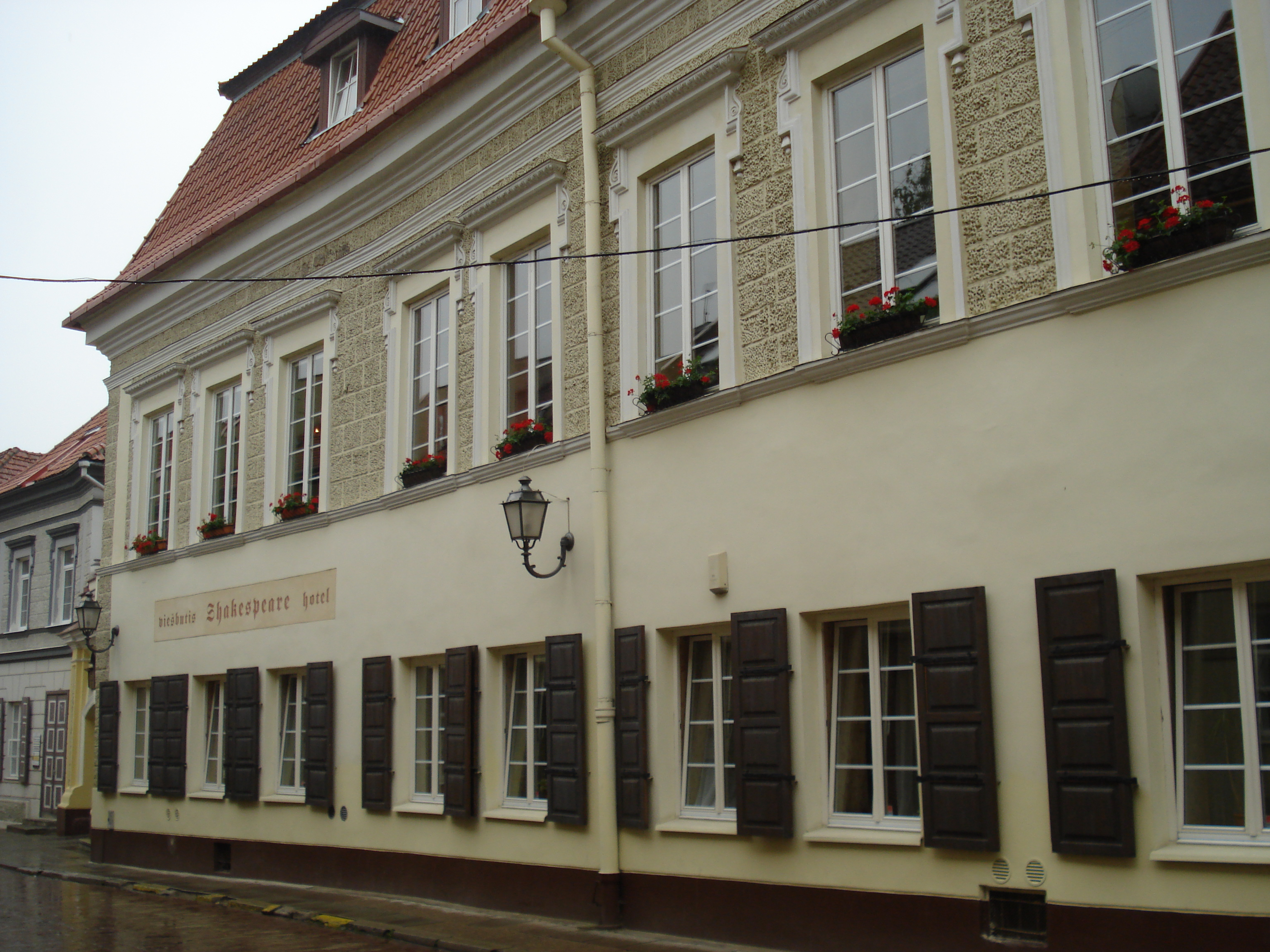
Дворец Олизаров
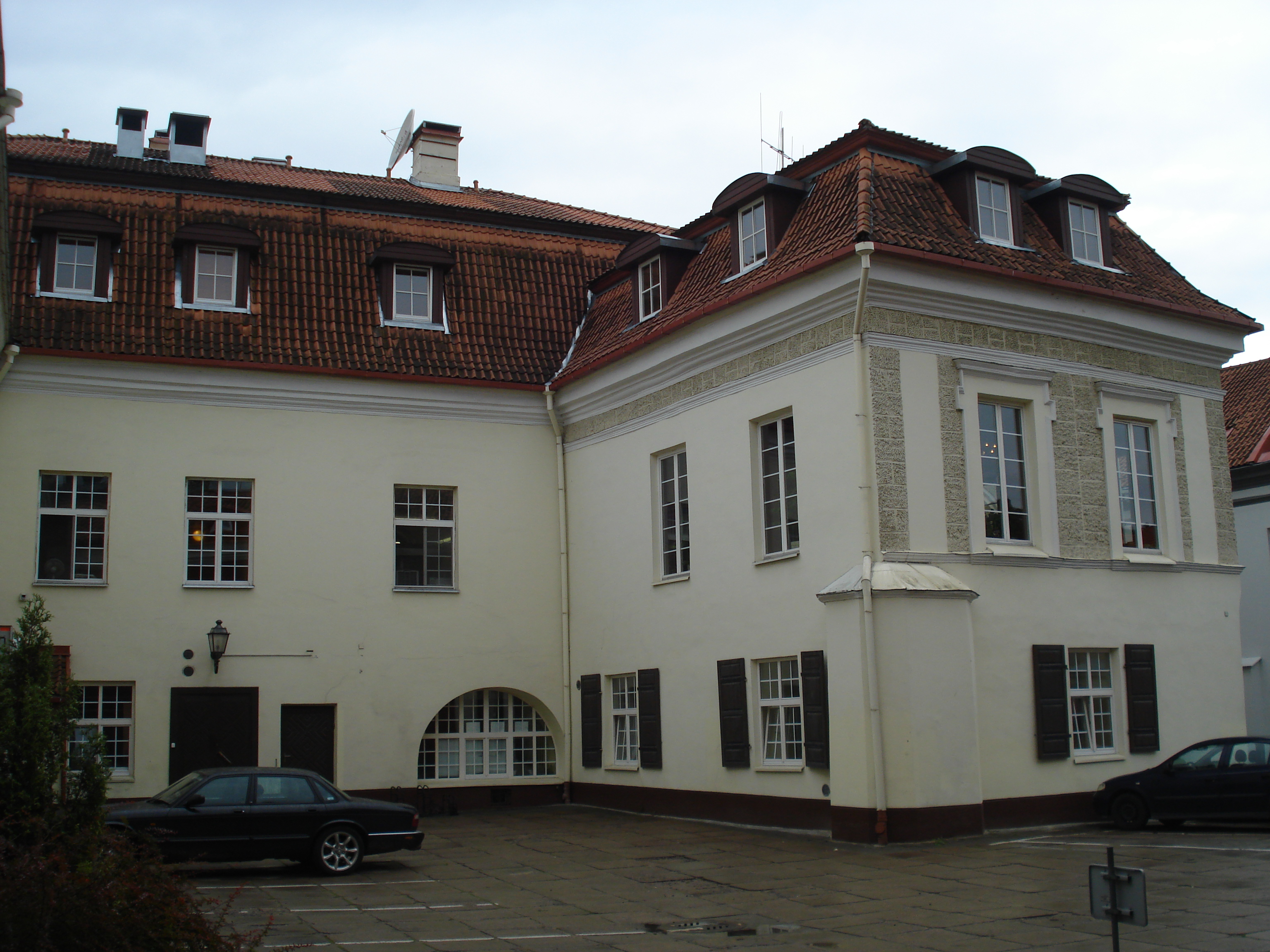
Двор дворца Олизаров
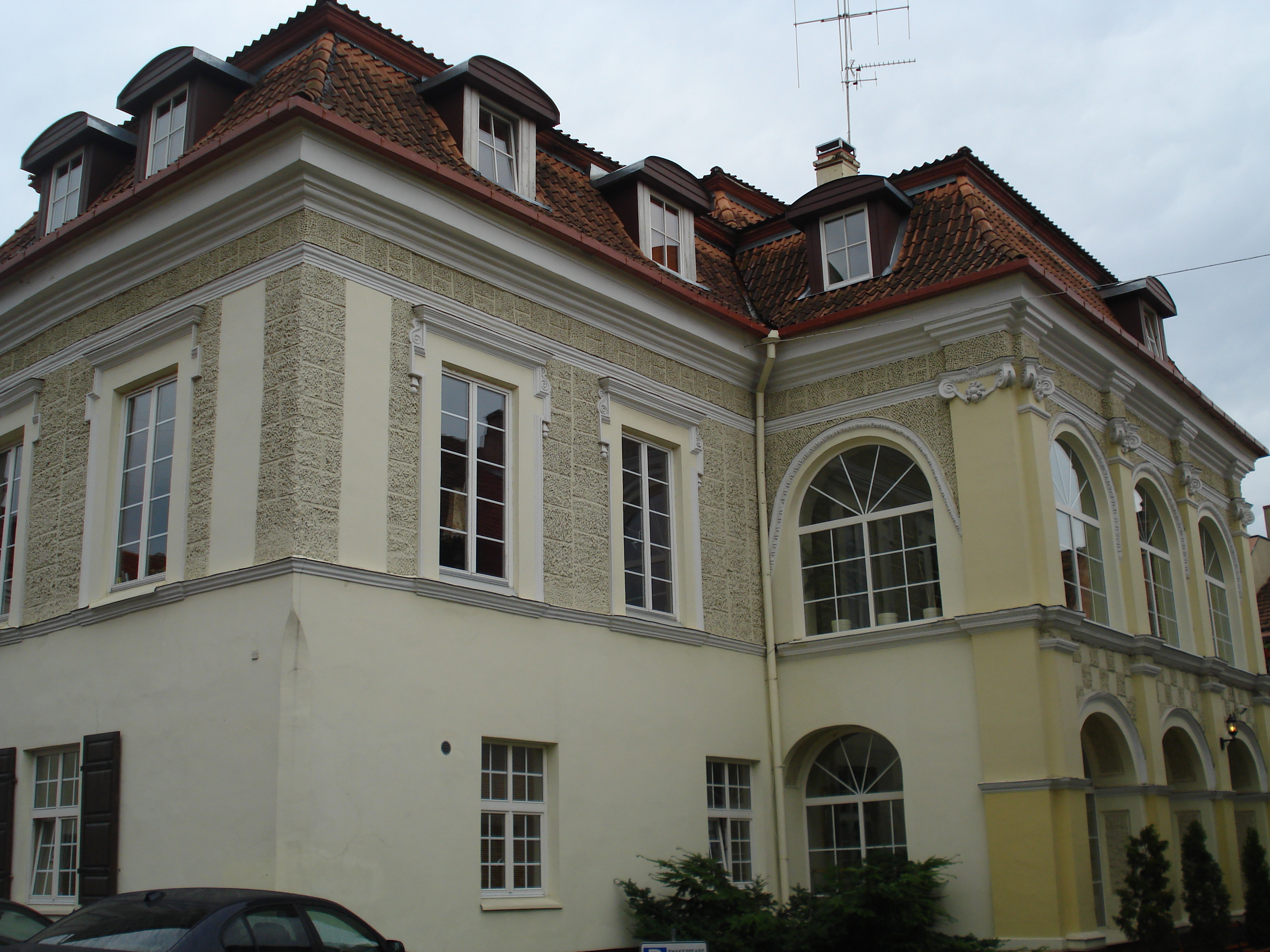
Дворец Олизаров

Напротив под номером 8 (Bernardinų g. 8 / Šiltadaržių g. 8) располагается ансамбль бывшего дворца графов Олизаров (иначе дворец Лопацинских; Šiltadaržio g. 8). Дворец был приобретён в 1762 году Николаем Лопацинским и реконструирован по проекту архитектора Иоганна Кристофа Глаубица. Работы выполнялись сначала архитектором Андрисом (умер в 1765 году), затем Фрезером.
У двухэтажного здания под высокой черепичной крышей нижний этаж покрыт серой, верхний — более тёмной фактурной штукатуркой, на которых контрастно выделяются белые обрамления окон и другие детали. Фасад по линии улицы Бернардину незначительно изогнут.
Во второй половине XIX века дом принадлежал известному семейству виленских книгоиздателей и книготорговцев Завадских, которые приобрели его в 1828 году.
Ныне во дворце располагается отель („Shakespeare Boutique Hotel“).

### Дворик Мицкевича

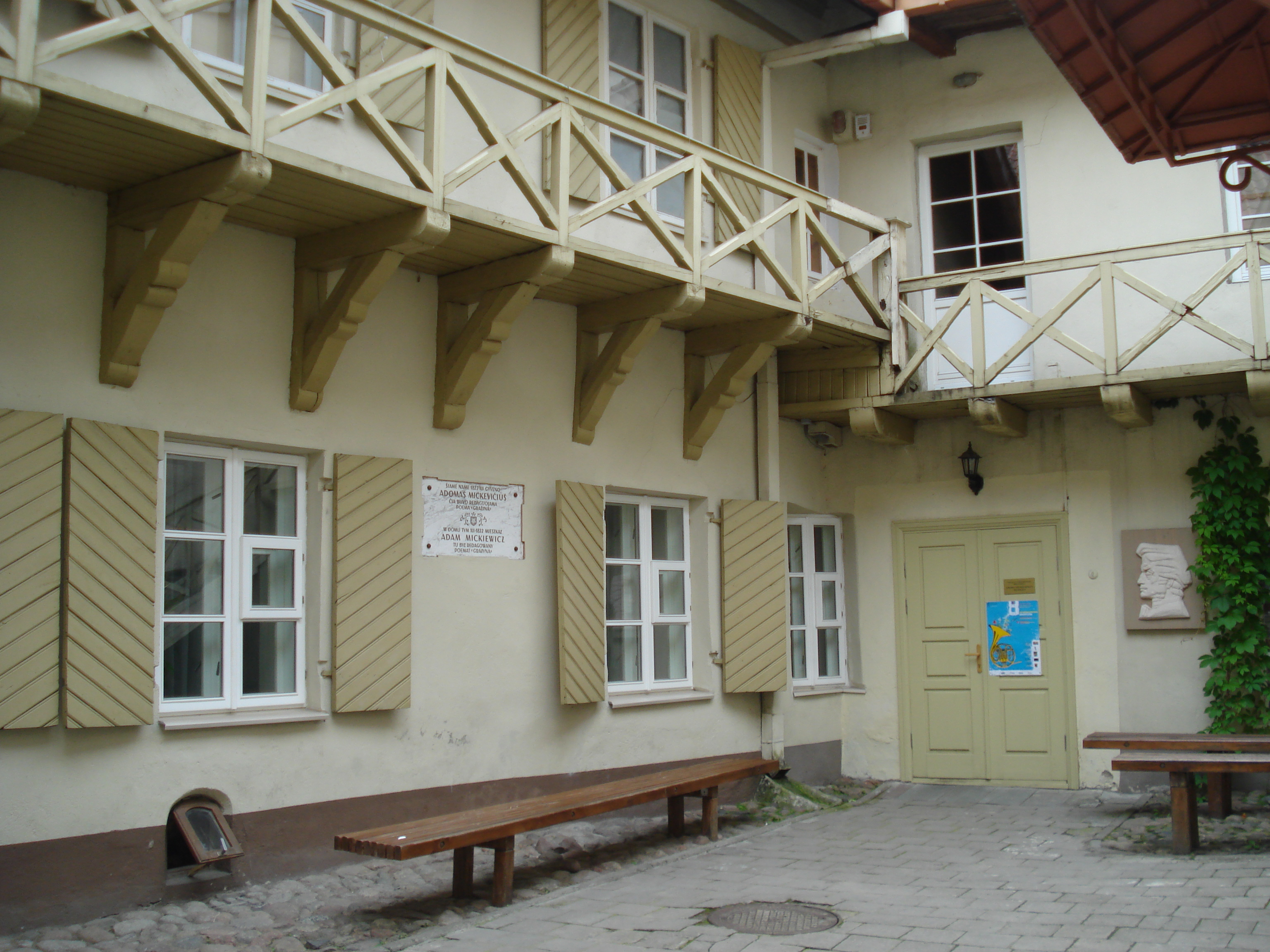
Двор мемориальной квартиры Мицкевича

Напротив его располагается двухэтажный дом, в котором в 1822 году жил Адам Мицкевич, вернувшись из Ковна (Bernardinų g. 11).
Поэт жил здесь в апреле — июне 1822 года, заканчивая здесь свою поэму «Гражина» „Grażyna“ и готовя её к изданию. Об этом гласит надпись на литовском и польском языках на мемориальной таблице во дворе. Над воротами, ведущими во двор, установлена мемориальная таблица с лаконичной надписью. В трёх комнатах бывшей квартиры поэта оборудован мемориальный музей Мицкевича, принадлежащий Вильнюсскому университету.
Среди экспонатов музея, которых насчитывается свыше 200, несколько личных вещей поэта (столик, стул, кресло), письма филоматов Мицкевичу, документы, первые прижизненные издания.